# جوليان مارتن
جوليان مارتن (بالإنجليزية: Julian Martin) هو فنان أسترالي، ولد في 1969 في ملبورن في أستراليا.